# 勤勞人民黨
勤勞人民黨（：／），簡稱勤民黨，是盟軍託管時期美國控制區中間偏左政黨。

## 概述
1945年8月15日，日本投降後，以呂運亨為中心的左翼勢力組成朝鮮建國準備委員会，在美國軍方9月6日剛剛佔領首爾後便宣布成立“朝鮮人民共和國”。10月10日，部分左翼勢力發表聲明否定人民共和國的正統性，李承晩亦拒絕了中央人民委員會的任命。以呂運亨為中心的建國同盟（建國準備委員會之後身），吸收高麗國民同盟和人民同志會等諸團體，1945年11月12日結成“朝鮮人民黨”，以呂運亨為委員長（黨魁），張建相為副委員長，李如星為政務局長；該黨聲稱代表除反動派外的全體國民，並在當時南部政界採中間偏左立場，積極参加左右合作運動。
由於美蘇聯合委員會圍繞臨時政府組織的參與使該黨分裂，朝鲜人民党内部的非呂派與朝鮮共產黨、朝鮮新民黨組成南朝鮮勞動黨，而呂運亨則輾轉與朝鮮共產黨、朝鮮新民黨内的共同反對派組成“社會勞動黨”，就此朝鲜人民黨分裂。
然而社會勞動黨在激烈的政治鬥爭中失勢，導致在1947年2月解散。同年5月24日，呂運亨支持派組成“勤勞人民黨”，和南朝鮮勞動黨維持競合關係，同時黨內舊人民黨系與舊社會勞動黨系黨員激烈對抗。7月19日，呂運亨被韓智根狙殺。此后，勤勞人民黨逐渐衰弱。1949年，该党在韩国的组织并入独立劳农党。而该党在朝鲜的组织作为朝鲜劳动党的卫星党存在，直到1959年因卷入八月宗派事件被朝鲜当局取缔，其成员均遭到清洗。